# Liste der Bodendenkmäler in Sprockhövel
In der Liste der Bodendenkmäler in Sprockhövel sind Bodendenkmäler der nordrhein-westfälischen Stadt Sprockhövel aufgelistet (Stand: August 2017).

## Bodendenkmäler
| Bild                                              | Bezeichnung                                                      | Lage                                      | Beschreibung | Bauzeit | Eingetragen seit | Denkmal- nummer |
| ------------------------------------------------- | ---------------------------------------------------------------- | ----------------------------------------- | --- | ------- | ---------------- | --------------- |
| Kreßsieper Erbstollen und die dazugehörige Rösche | Kreßsieper Erbstollen und die dazugehörige Rösche                | Obersprockhövel Kreßsieper Weg 14 Karte   | restauriertes Mundloch mit Informationstafel am Herzkämper-Mulde-Weg | 1731    | 26.10.1984       | B-01            |
| weitere Bilder                                    | Stock & Scherenberger Erbstollen, Stollenmundloch Helsbergstraße | Hiddinghausen (Nähe Helsbergstraße) Karte | Mundloch am Pleßbach Laut einer Internetquelle soll es sich um den Tiefen Stock und Scherenberger Erbstollen, nicht um den älteren und weiter südlich liegenden Stock & Scherenberger Erbstollen handeln. Allerdings entfällt das Adjektiv "tiefer" auch beim Betreiber des im Stollen inzwischen eingerichteten Besucherbergwerks, wie ein Foto beweist. Daher bleibt es bei der Bezeichnung der Bodendenkmäler-Liste. | ab 1746 | 15.03.1988       | B-02            |
|                                                   | Hohlwege in Horath                                               | Gennebreck                                | |         | 27.11.1998       | B-03            |